# Marathon van Fukuoka 1947
De marathon van Fukuoka 1947 werd gelopen op zondag 7 december 1947. Het was de eerste editie van de marathon van Fukuoka. Aan deze wedstrijd mochten alleen mannelijke elitelopers uit Japan deelnemen. De loop werd echter nog niet in de Fukuoka zelf gehouden, maar in de Japanse stad Kumamoto. De eerste drie atleten kwamen allen uit Japan. Marathonloper Toshikazu Wada won de wedstrijd met een tijd van 2:45.46.

## Uitslagen
| rang   | naam           | land | tijd    |
| ------ | -------------- | ---- | ------- |
| Goud   | Toshikazu Wada | JPN  | 2:45.46 |
| Zilver | Shinzo Koga    | JPN  | 2:48.06 |
| Brons  | Fumio Babasaki | JPN  | 2:49.46 |

1947 ·
1948 ·
1949 ·
1950 ·
1951 ·
1952 ·
1953 ·
1954 ·
1955 ·
1956 ·
1957 ·
1958 ·
1959 ·
1960 ·
1961 ·
1962 ·
1963 ·
1964 ·
1965 ·
1966 ·
1967 ·
1968 ·
1969 ·
1970 ·
1971 ·
1972 ·
1973 ·
1974 ·
1975 ·
1976 ·
1977 ·
1978 ·
1979 ·
1980 ·
1981 ·
1982 ·
1983 ·
1984 ·
1985 ·
1986 ·
1987 ·
1988 ·
1989 ·
1990 ·
1991 ·
1992 ·
1993 ·
1994 ·
1995 ·
1996 ·
1997 ·
1998 ·
1999 ·
2000 ·
2001 ·
2002 ·
2003 ·
2004 ·
2005 ·
2006 ·
2007 ·
2008 ·
2009 ·
2010 ·
2011 ·
2012 ·
2013 ·
2014 ·
2015 ·
2016 ·
2017